# 이시카와 TV

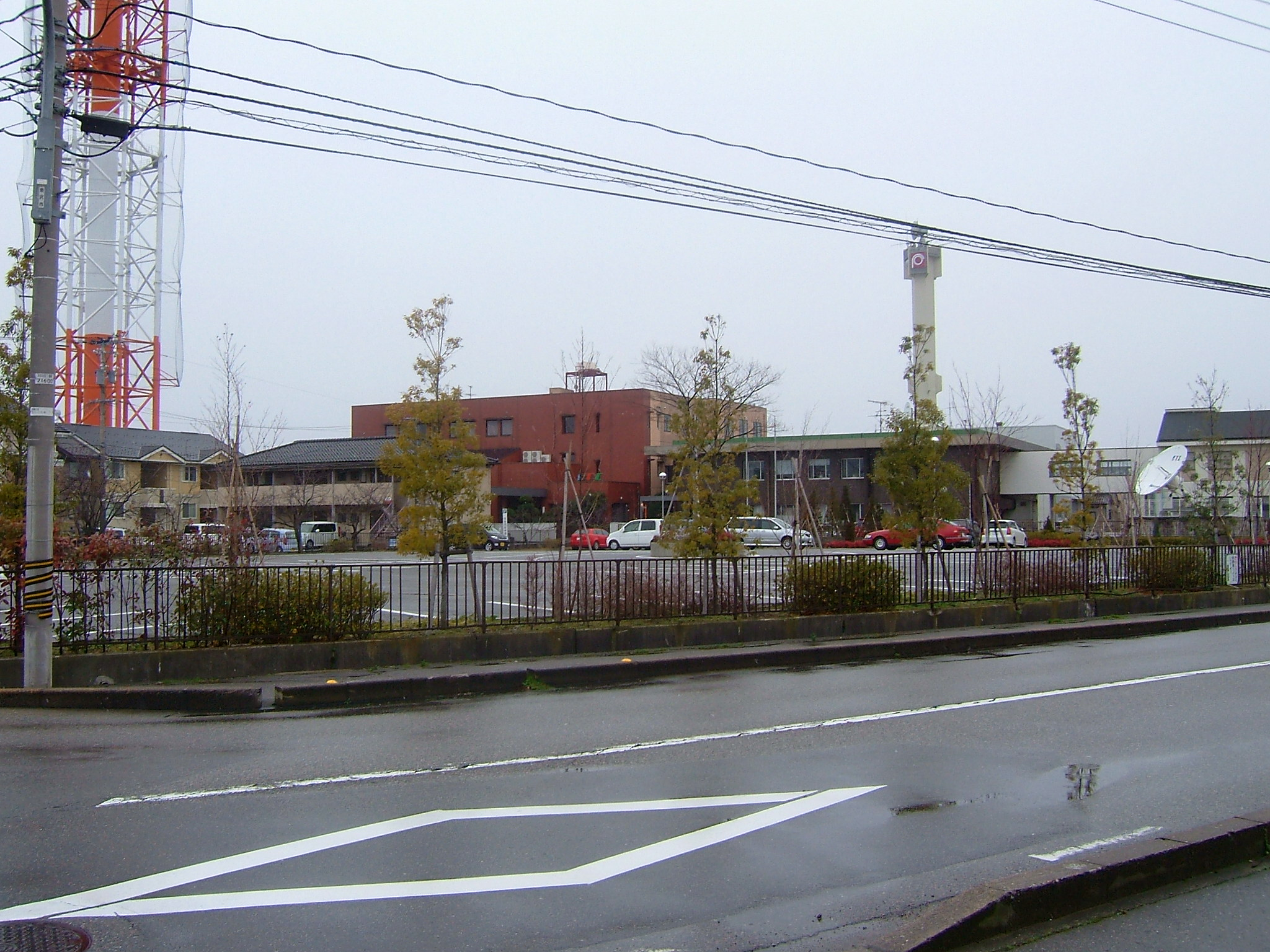
이시카와 TV

이시카와 TV는 1969년 4월 1일 이시카와현의 2번째 민영방송국으로 개국했다.
약칭은 ITC, 콜사인은 JOIH-DTV이다.

## 연혁
- 1968년 3월 7일 회사설립.
- 1969년 4월 1일 이시카와현 2번째 민영 텔레비전 방송국으로 개국.
- 1970년 12월 지역뉴스 컬러제작 시작.
- 2006년 7월 1일 지상파 디지털 텔레비전 방송 개시
- 2009년 7월 24일 스즈시에서 오전 10부터 11시까지 NHK 가나자와 방송국 및 다른 민영 텔레비전 방송국과 공동으로 시험적으로 아날로그 텔레비전 방송 중단.
- 2010년 7월 24일 스즈시에서 지상파 아날로그 텔레비전 방송 선행 종료.
- 2011년 7월 24일 지상파 아날로그 텔레비전 방송 종료.

## 네트워크 변천
- 1969년 4월 1일 호쿠리쿠 주니치 신문자본의 텔레비전국으로서 개국했기 때문에 뉴스 네트워크는 FNN계열로 정해졌다. 다른 프로그램은 니혼TV·후지 TV·NET TV(현재의 TV 아사히)를 연결하는 동시에 후지 TV를 중심으로 편성했다.
- 1969년 10월 1일 FNS에 가맹.
- 1975년 3월 31일 아사히 방송의 네트워크 체인지에 의해 호쿠리쿠 방송에서 방송하던 일부 아사히 방송 제작 프로그램이 이행된다.
- 1990년 4월 1일 TV 가나자와 개국에 따라 니혼TV 프로그램이 중단된다.
- 1991년 10월 1일 호쿠리쿠 아사히 방송 개국에 따라 TV 아사히 프로그램이 중단되면서 프로그램 판매를 통해 방송하는 TV 도쿄 프로그램을 제외하면 FNN·FNS계열 프로그램만 방송하게 된다.

## 보충서술
- 1985년 가을 MRO의 애니메이션 프로가 폐지되자, 여기서 도라에몽과 메탈 히어로 시리즈를 호쿠리쿠 아사히 방송 개국 전까지 방송하기도 하였다.

## 이시카와현에 있는 다른 텔레비전·라디오 방송국
- NHK 가나자와 방송국
- TV 가나자와(KTK)(니혼 TV 계열)
- 호쿠리쿠 아사히 방송(HAB)(TV 아사히 계열)
- 호쿠리쿠 방송(MRO)(TV는 도쿄 방송 계열, 라디오는 JRN·NRN 계열)
- FM이시카와(HELLO FIVE)(JFN계열)